# Estádio Municipal Professor Sabiá
O Estádio Municipal Professor Sabiá, é um estádio de futebol localizado na cidade de Estreito, no estado brasileiro do Maranhão.